# Rue Spears
La rue Spears est une rue de Beyrouth au Liban.

## Situation et accès
La rue Spears est une voie à sens unique d'ouest en est, commençant à l'intersection de la rue de Rome et se terminant rue Fakhreddine. 

## Origine du nom
Elle doit son nom au général britannique  Edward Spears qui faisait la liaison en 1941 avec le général de Gaulle et son mouvement des Français libres pour la libération du Levant. Le général Spears sera plus tard partisan d'une indépendance le plus tôt possible du Liban et de la Syrie par rapport au mandat français, épousant en cela les thèses des nationalistes arabes. C'est grâce au général Spears que le Royaume-Uni reconnaît l'indépendance de facto du Liban en 1942.

## Bâtiments remarquables et lieux de mémoire
Le jardin René-Moawad donne dans cette rue ainsi que la Bibliothèque nationale, la radiodiffusion nationale, le ministère de l'Intérieur, la Chambre de commerce et les studios de Future TV.